# Enzo Maresca
Enzo Maresca (* 10. února 1980) je italský fotbalový trenér a bývalý hráč. Je hlavním trenérem anglického klubu Chelsea FC.

## Klubová kariéra

### Mládežnické roky
Narodil se v Pontecagnano Faiano v provincii Salerno, fotbal začal hrát v 11 letech v AC Milán a po třech letech přestoupil do Cagliari.
Svou profesionální kariéru začal v anglickém klubu West Bromwich Albion, přestože neměl "žádné ponětí o anglickém jazyce". Debutoval 20. září 1998 při domácí porážce 0:2 s Bradfordem City. Za anglický klub odehrál necelé dvě sezóny ve Football League First Division.

### Juventus
V lednu 2000 se Maresca přestěhoval zpět do Itálie a přestoupil do Juventusu za 4,3 milionu liber, což byl v té době klubový rekord Albionu. Do konce sezóny odehrál pouze jeden zápas v Serii A.
Na dvě z následujících tří sezón byl Maresca zapůjčen do dalších ligových týmů Bologna a Piacenza – v druhém případě jako spolumajitel – v sezóně 2002/03 vstřelil devět gólů, ale utrpěl sestup.

### Fiorentina
V létě 2004 Fiorentina podepsala Marescu spolu s Fabriziem Miccolim a Giorgiem Chiellinim za 13 milionů eur. Svůj oficiální debut si odbyl 12. září, kdy odehrál 60 minut při venkovní porážce 0:1 s AS Řím.
Na konci sezóny, kdy se Fiorentina těsně vyhnula sestupu z nejvyšší soutěže, Juventus všechny tři hráče odkoupil zpět za přibližně 6,7 milionu eur. Marescova cena byla jen asi 7 000 eur, ale dalších 420 000 eur bylo zahrnuto do agentského poplatku.

### Sevilla
Dne 16. července 2005 přestoupil do Sevilly a podepsal čtyřletou smlouvu za 2,5 milionu eur. Ve své první sezóně v La Lize odehrál 29 zápasů a vstřelil osm gólů. Jedenáct zápasů a tři góly si připsal při vítězném tažení týmu v Poháru UEFA. To zahrnovalo dva góly ve finále proti Middlesbrough (4:0), ve kterém byl také vyhlášen mužem zápasu. Maresca poté věnoval 10 000 eur nemocnici San Juan de Dios v Seville. V roce 2006 také proměnil penaltu v závěru zápasu poté, co přišel z lavičky, a zpečetil výhru 3:0 nad Barcelonou v Superpoháru UEFA.
Maresca odehrál 45 minut ve finále Poháru UEFA 2006/07 v Hampden Parku, když Sevilla úspěšně obhájila evropský titul proti Espanyolu. V posledních třech letech se objevil v průměru ve 22 ligových zápasech za sezónu.

### Olympiakos
Dne 13. července 2009 přestoupil do řeckého klubu Olympiakos Pireus, kde podepsal tříletou smlouvu. Při svém debutu v Superlize skóroval při výhře 2:0 na hřišti Larisy a během sezóny 2009/10 se pravidelně objevoval v zápasech.

### Málaga
Poté, co v srpnu 2010 ukončil smlouvu s Olympiakosem, začal Maresca trénovat s bývalým klubem Fiorentinou, aby si udržel zápasovou kondici. 7. prosince bylo oznámeno, že začal jednat s Málagou; Poté, co podstoupil lékařskou prohlídku, podepsal s týmem z Andalusie smlouvu do června 2012. Maresca debutoval v lize za svůj nový tým 8. ledna 2011, kdy odehrál 57 minut při domácí remíze 1:1 s Athleticem Bilbao. 7. května přispěl jedním gólem k úspěchu týmu 3:0 na hřišti Atlética Madrid.
Maresca se v sezóně 2011/12 objevil v 19 zápasech (vstřelil dva góly), jeho tým skončil na čtvrtém místě a poprvé v historii se kvalifikoval do Ligy mistrů UEFA.

### Návrat do Itálie
Dne 2. července 2012, kdy mu skončila smlouva, podepsal Maresca novou roční smlouvu s Málagou. 30. srpna se však po sedmi letech vrátil do své země a zdarma přestoupil do Sampdorie.
Maresca vstřelil svůj druhý gól v sezóně nůžkami, ale při domácí porážce 1:2 s Atalantou 4. listopadu 2012. V lednu 2014, poté, co se v první polovině nové sezóny objevoval jen zřídka, souhlasil s návratem do Serie B a připojil se k lídrovi ligy Palermu, které potřebovalo tvůrce hry. Poté, co pomohl týmu k zisku mistrovského titulu, podstoupil 15. září 2014 operaci kvůli akutnímu zánětu slepého střeva a v lednu následujícího roku prodloužil svou smlouvu, která ho udržela v klubu až do roku 2016.
15. května 2016, v posledním hracím dni sezóny 2015/16, Maresca skóroval při domácí výhře 3:2 nad Hellasem Verona a pomohl tak svému týmu k záchraně. V září se jako volný hráč připojil k soupeři, který se ovšem propadl o úroveň níž.
Dne 13. ledna 2017 Maresca ukončil smlouvu s Veronou. 10. února, v den svých 37. narozenin, oznámil prostřednictvím svého osobního profilu na Instagramu odchod do fotbalového důchodu po téměř dvacetileté kariéře.

## Reprezentační kariéra
V roce 2000 byl vybrán italským týmem do 20 let na turnaj v Toulonu a v roce 1999 skončil druhý s národním týmem do 18 let na Mistrovství Evropy ve fotbale do 18 let 1999.
V letech 2000 až 2002 také dva roky reprezentoval tým do 21 let, i když v roce 2002 vynechal Mistrovství Evropy ve fotbale do 21 let 2002 ve Švýcarsku kvůli zranění. Jeho země se tehdy dostala do semifinále turnaje.

## Trenérská kariéra
Dne 1. června 2017 byl Maresca představen jako součást nehrajícího kádru klubu Serie B Ascoli pro nadcházející sezónu. Vzhledem k tomu, že v době náboru neměl požadovanou trenérskou licenci, byl oficiálně jmenován asistentem nového hlavního trenéra Fulvia Fiorina, který dříve působil jako manažer mládeže a skaut v AC Milán.
V srpnu 2020 byl najat Manchesterem City jako manažer jejich akademie.

### Parma
Po zisku titulu v Premier League 2 s Manchesterem City byl 27. května 2021 najat jako nový hlavní trenér Parmy, která v sezóně 2021/22 hrála v Serii B. Maresca nedokázal dovést Parmu k postupovým pozicím a nakonec byl 23. listopadu 2021 odvolán.
V červnu 2022 se vrátil do Manchesteru City jako jeden z asistentů trenéra Pepa Guardioly a nahradil Juanmu Lilla, který se stal manažerem Al-Saddu.

### Leicester City
Dne 16. června 2023 byl Maresca jmenován manažerem klubu EFL Championship Leicester City FC. Maresca s nově sestoupivším anglickým klubem podepsal tříletou smlouvu. První dva měsíce strávil na tréninkové základně klubu. Jeho prvním zápasem ve funkci bylo derby M69 6. srpna 2023 proti Coventry City, které skončilo vítězstvím Leicesteru 2:1. Poté, co zahájil sezónu se 100% bilancí v prvních čtyřech zápasech v Championship, byl Maresca v srpnu jmenován trenérem měsíce EFL Championship. V říjnu získal ocenění podruhé poté, co dovedl Leicester k další perfektní sérii, když ze šesti zápasů zaznamenal šest výher a 15 gólů. V prosinci získal ocenění potřetí poté, co dovedl Leicester v závěru kalendářního roku na první místo ligy, když ze sedmi zápasů zaznamenal šest výher a 18 gólů. Jeho tým si 26. dubna 2024 zajistil postup zpět do Premier League a 29. dubna se stal mistrem Championship po venkovním vítězství 3:0 nad Prestonem North End. V dubnu byl oceněn dalším oceněním pro manažera měsíce EFL Championship, za nasbírání 15 bodů v sedmi zápasech.

### Chelsea
Dne 3. června 2024 oznámil klub Chelsea FC, že Maresca se k týmu připojí jako hlavní trenér 1. července 2024 a podepíše pětiletou smlouvu s opcí na prodloužení o další rok.

## Osobní život
Maresca je ženatý s Marií Jesus Pariente. Pár má čtyři děti.

## Trenérské statistiky
Platí k zápasu hranému 1. července 2024.
| Tým            | Od               | Do                 | Statistiky | Statistiky | Statistiky | Statistiky | Statistiky | Statistiky | Statistiky | Statistiky |
| Tým            | Od               | Do                 | Z          | V          | R          | P          | VG         | OG         | GR         | % výher    |
| -------------- | ---------------- | ------------------ | ---------- | ---------- | ---------- | ---------- | ---------- | ---------- | ---------- | ---------- |
| Parma          | 27. května 2021  | 23. listopadu 2021 | 14         | 4          | 5          | 5          | 18         | 21         | −3         | 28.57      |
| Leicester City | 16. června 2023  | 3. června          | 53         | 36         | 4          | 13         | 103        | 50         | +53        | 67.92      |
| Chelsea        | 1. července 2024 |                    | 0          | 0          | 0          | 0          | 0          | 0          | 0          | —          |
| Celkově        | Celkově          | Celkově            | 67         | 40         | 9          | 18         | 121        | 71         | +50        | 59.70      |

## Úspěchy

### Hráčské
Juventus
- Serie A: 2001/02
- Supercoppa Italiana: 2003

Sevilla
- Copa del Rey: 2006/07
- Supercopa de España: 2007
- Pohár UEFA: 2005/06, 2006/07
- Superpohár UEFA: 2006

Palermo
- Serie B: 2013/14

### Trenérské
Manchester City (akademie)
- Premier League 2: 2020/21

Leicester City
- EFL Championship: 2023/24

Individuální
- Trenér měsíce EFL Championship: srpen 2023, říjen 2023, prosinec 2023, duben 2024